# 흰 종이 수염
《흰 종이 수염》은 1959년 1월 《사상계》에 발표된 하근찬의 단편 소설이다.

## 줄거리
동길은 사친회비(등록금)를 내지 않아 학교에서 쫓겨난다. 목수였던 아버지가 노무자(징용으로 나간 사람)로 나가서 동길은 사친회비를 낼 수 없다. 동길은 이미 학교를 때려치고 냇가에서 머리를 감는 용돌이와 만나 함께 멱을 감는다. 그리고 기차 하나가 지나가자 발가벗은 채로 마구 환호성을 지른다. 집에 돌아와 보니 아버지가 돌아와 자고 있다. 동길은 기쁨에 아버지를 자세히 살피다 흠칫 놀라게 된다. 아버지의 한쪽 팔이 잘려 있었기 때문이다. 하지만 동길은  어머니가 만들어준 밀가루 수제비를 맛있게 먹는다. 그 다음날 동길의 친구 창식이 찾아와 함께 학교를 가자고 한다. 동길의 아버지도 동길에게 학교 빠지지 말고 꼭 나가라고 한다. 하지만 사친회비를 내지 못할 것이라는 생각에 동길은 학교를 빠지고 또 멱을 감는다. 오후가 되자 학교에서 하교하는 아이들이 냇가를 지나면서 동길 아버지가 한쪽 팔이 없는 것을 가지고 동길을 놀린다. 그 중에 창식이도 있다는 것을 알고 동길은 분노한다. 집에 돌아온 동길은 아버지가 술에 취해 있음을 알게 된다. 아버지는 오늘 학교에 찾아가서 사친회비를 낸다고 했는데 왜 학교에 가지 않았느냐며 동길을 꾸짖는다. 그 후, 동길의 어머니에게 극장에 취직을 했다고 말한다. 다음 날 아침, 동길의 아버지는 두 발로 종이를 잡고 남은 왼쪽 손으로 종이를 자른다. 다음 날 동길은 하굣길에 아버지가 극장 광고판을 목에 메고, 흰 종이수염을 얼굴에 붙이고 있는 모습을 발견하게 된다. 창식이를 비롯한 친구들은 ‘너네 아버지 참 멋있다!’라고 하기도 하며, 창식이는 나무 꼬챙이로 아버지의 흰 종이 수염을 건드리며 ‘진짜 수염도 아니다!’ 라며 놀리기 시작하고 화가 난 동길은 창식을 마구 팬다. 그러자 아버지는 목에 멨던 광고판을 벗어 던지고, 흰 종이 수염을 휘날리며 '이 자식이 와 잉카노?'라며 말린다.

## 이 소설을 원작으로 한 작품
- 《흰 종이 수염》